# Chicago-Marathon 2016
| 39. Chicago-Marathon    | 39. Chicago-Marathon                |
| ----------------------- | ----------------------------------- |
| Stadt                   | Chicago, Vereinigte Staaten         |
| Datum                   | 9. Oktober 2016                     |
| Distanz                 | 42,195 Kilometer                    |
| Sieger                  |                                     |
| Männer                  | Abel Kirui (2:11:23 h)              |
| Frauen                  | Florence Jebet Kiplagat (2:21:32 h) |
| ← Chicago-Marathon 2015 | Chicago-Marathon 2017 →             |
| Website                 | Offizielle Website                  |

Der Chicago-Marathon 2016 (offiziell: Bank of America Chicago Marathon 2016) war die 39. Ausgabe der jährlich stattfindenden Laufveranstaltung in Chicago, Vereinigte Staaten. Der Marathon fand am 9. Oktober 2016 statt. Er war der fünfte Lauf der World Marathon Majors 2016/17 und hatte das Etikett Gold der IAAF Road Race Label Events 2016.
Bei den Männern gewann Abel Kirui in 2:11:23 h, bei den Frauen Florence Jebet Kiplagat in 2:21:32 h.

## Ergebnisse

### Männer
| Platz | Athlet                    | Land               | Zeit (h) |
| ----- | ------------------------- | ------------------ | -------- |
| 01    | Abel Kirui                | Kenia              | 2:11:23  |
| 02    | Dickson Kiptolo Chumba    | Kenia              | 2:11:26  |
| 03    | Gideon Kipketer           | Kenia              | 2:12:20  |
| 04    | Paul Kipchumba Lonyangata | Kenia              | 2:13:17  |
| 05    | Stephen Sambu             | Kenia              | 2:13:35  |
| 06    | Abayneh Ayele             | Eritrea            | 2:13:52  |
| 07    | Takuya Fukatsu            | Japan              | 2:13:53  |
| 08    | Diego Estrada             | Vereinigte Staaten | 2:13:56  |
| 09    | Koji Gokaya               | Japan              | 2:14:34  |
| 10    | Elkanah Kibet             | Vereinigte Staaten | 2:16:37  |

### Frauen
| Platz | Athletin                    | Land               | Zeit (h) |
| ----- | --------------------------- | ------------------ | -------- |
| 01    | Florence Jebet Kiplagat     | Kenia              | 2:21:32  |
| 02    | Edna Ngeringwony Kiplagat   | Kenia              | 2:23:28  |
| 03    | Valentine Jepkorir Kipketer | Kenia              | 2:23:41  |
| 04    | Purity Rionoripo            | Kenia              | 2:24:47  |
| 05    | Yebrgual Melese             | Äthiopien          | 2:24:49  |
| 06    | Atsede Baysa                | Äthiopien          | 2:28:53  |
| 07    | Serena Burla                | Vereinigte Staaten | 2:30:40  |
| 08    | Agnieszka Mierzejewska      | Polen              | 2:32:13  |
| 09    | Sarah Crouch                | Vereinigte Staaten | 2:33:48  |
| 10    | Alia Gray                   | Vereinigte Staaten | 2:34:00  |